# Урю Исида
Урю Исида (яп. 石田雨竜 Исида Урю:) — персонаж аниме и манги «Блич», созданный Тайто Кубо. Одноклассник Ичиго Куросаки, называющий себя «последним из квинси». Исида является одним из главных героев «Блич», а также весьма популярным персонажем. В последнем рейтинге популярности по версии журнала Shonen Jump он занял пятое место, следом за Гриммджоу Джагерджаком. Исиду озвучивает Нориаки Сугияма.

## Описание персонажа
Исида — черноволосый парень ростом 170 см с довольно необычной причёской: спереди две более длинных пряди, а сзади короткие волосы. В основном носит школьную форму, а также очки. В свободное время предпочитает скромную лёгкую одежду, к примеру, летом надевает серую рубашку и чёрные джинсы.
Выражение лица у него обычно, как у Ичиго Куросаки, немного сердитое, строгое, нахмуренное и брови сдвинуты буквой V. Никогда не улыбается, поначалу производит впечатление книжного червя. По характеру довольно гордый, расчётливый, запасливый (постоянно с собой что-то носит, например, аптечку или набор для шитья). Старается выглядеть хладнокровным и уравновешенным, но иногда перегибает палку и выглядит немного нелепо. Бывает иногда неуклюж. Очень стеснительный. Трудолюбивый и усердный, если берётся за работу, выполняет её быстро и аккуратно, терпеть не может откладывать дела на потом. Старается всегда отвечать за свои слова. На протяжении времени заметно меняется: поначалу излишне замкнут, но постепенно раскрывается и охотнее общается с окружающими людьми. Любит вышивать и вместе с Орихимэ Иноуэ ходит в кружок по рукоделию, при этом, что любопытно, не любит пуговицы. Самый умный ученик в классе, занимающий первую строчку в списке лучших учеников школы. По словам Тайто Кубо, Исида смотрит шоу Дона Канондзи.
Исида — представитель клана квинси, что наложило огромный отпечаток на его личность (убеждения, принципы, обостренное чувство собственного достоинства). Он так представляется Ичиго и Рукии: «Урю Исида. Квинси. И я ненавижу проводников душ». На руке на цепочке он носит Крест квинси, а для сражений имеет специальную белую форму, на спине которой также изображены кресты.
У Исиды низкое кровяное давление, он левша, как и его дедушка Сокэн Исида и отец Рюкэн Исида. Фамилия Исиды состоит из двух иероглифов: 石 (иси, «камень») и 田 (да или та, «рисовое поле»). Имя состоит из иероглифов «дождь» («у») и «дракон» («рю») — в итоге «дракон дождя»

## Детство

Сокэн Исида учит маленького Урю пользоваться луком

Исида уже в детстве научился способностям квинси благодаря своему дедушке Сокэну. Рюкэн Исида, отец Урю, не желавший принимать участие в таком «неинтересном» занятии, как работа квинси, был в натянутых отношениях с сыном и не одобрял его страстное желание помогать людям. Урю даже называет отца по имени, что в Японии считается чрезвычайно грубым.
В те времена учитель часто рассказывал Исиде о войне, которая произошла около 200 лет тому назад между квинси и проводниками душ. Урю это не сильно волновало, ему даже казалось, что проводники душ поступили правильно. Вскоре нейтральное отношение к проводникам душ у Исиды сменилось на крайне враждебное: он ненавидит проводников душ всей душой, потому что считает, что они виновны в смерти дедушки. Когда Урю был ещё ребёнком, его дедушка вступил в бой с несколькими пустыми, однако проиграл и был убит прямо на глазах у Урю. Проводники душ, которые должны были следить за всеми оставшимися в живых квинси, в том числе и за дедушкой Урю, не успели вовремя прийти ему на помощь. Как впоследствии узнал Исида, данная задержка была намеренно спровоцирована капитаном двенадцатого отряда Маюри Куроцути, чтобы получить душу квинси для проведения опытов. После смерти дедушки Урю стал тренироваться, долго и упорно. Вскоре он достиг самого высокого уровня своих возможностей.

## Дальнейшие события
В школе имел предвзятое отношение к Ичиго, тот до поры до времени даже не знал, что они оба учатся в одном классе. Благодаря своим способностям самый первый узнал, кем является Рукия Кучики и кем стал Куросаки. В школе состоял вместе с Орихимэ Иноуэ в кружке рукоделия. В какой-то момент поменял своё отношение к Ичиго, начал о нём немного беспокоиться в некоторых моментах, и так получилось, что вместе с Чадом, Орихимэ, Ичиго и Ёруити Сихоин отправился в Сообщество душ выручать Рукию и получил возможность отомстить за свой проигрыш проводникам душ. Там он имел неосторожность столкнуться с Капитаном 12-го отряда — Маюри Куроцути. Использовав запретную технику, а именно — сняв ограничение со своей способности квинси поглощать рассеянную в окружающем пространстве рейси, лишился этой способности, а с ней и возможности использовать силу квинси. Далее играл ключевую роль в битве с Баунто. Поскольку потерял свою силу — в битве был абсолютно беспомощен. Однако в решающем сражении, смог использовать дополнительные артефакты, чтобы вновь иметь хоть какую-то силу. В итоге снова лишился сил и обратился к своему отцу за помощью. Тот вернул ему силы, взяв с сына слово больше никогда не помогать проводникам душ. Однако Исида вместе с Ичиго и Чадом отправился в Уэко Мундо спасать Иноуэ, аргументируя это тем, что Ичиго ослушался Сообщества душ и не является более их сторонником.
В Уэко Мундо Урю сначала сражался с Чируччи Сандервиччи, которую он победил, после чего вместе с Рэндзи Абараи сталкивается в поединке с Заель-Апорро Гранцом. Одолеть Заэля им не удается, поскольку он способен восстанавливаться за счет поедания своих фрассьонов. Когда тает последняя надежда на победу, на выручку является Маюри Куроцути. Выясняется, что в Сообществе душ он привил Урю особый тип бактерий, благодаря которым смог его найти. Маюри убивает Заэля и лечит раненных. Далее Урю помогает Ичиго одолеть Ульккиору отвлекая на себя подоспевшего Ямми. Позднее он и Иноуэ отправляются помочь Куросаки в битве на крыше Лас Ночес. Однако Ичиго в форме пустого серьёзно ранил его. Спасти его удалось Иноуэ. Далее Урю встречает Ичиго в Каракуре после битвы с Айдзэном.
Спустя 17 месяцев Урю вёл двойной образ жизни, учился вместе с Куросаки и боролся с пустыми. Позже на Урю нападают Куго Гиндзё и Сюкуро Цукисима, после чего тот долгое время лежал в больнице своего отца Рюкэна. Исцелив свои раны, отправился на выручку к Ичиго и открыл ему правду, что на него напал и ранил именно Гиндзё. После прибытия Рукии и офицеров Готэя 13 и возвращения Ичиго силы синигами, Урю вместе с Ичиго начали сражение с Гиндзё, в которой большую часть битвы сражался Ичиго. После победы Ичиго над Гиндзё ушёл вместе с Ичиго и Рукией.
В следующей арке, где Ичиго и всему Сообществу Душ приходится отражать нападение квинси, отказывается от участия в битве. При вторжении в Уэко Мундо, Ичиго встречается с Килге Опье. После того, как Ичиго упоминает о том, что стрелы Исиды слабее стрел Опье, тот говорит, что это невозможно. Эти слова Кирге может указывать на скрытую силу Исиды, о которой пока неизвестно.
Потом оказывается, что Исида присоединился к Яхве, который неожиданно для остальных Штернриттеров объявил Урю своим преемником и будущим императором Ванденрейха, дав прозвище «Принц света». Это вызвало сильное недовольство большинства Квинси, но оказалось что это один из планов Яхве, чтобы расшевелить Ванденрейх и насторожить всех его членов по отношению к Урю. Также Яхве присвоил Урю шрифт «A» — «Antithesis», а чуть позже - включил в состав Элитной гвардии. В ходе второй атаки Ванденрейха на Сообщество душ Яхве взял Урю, Юграма Хашвальта и других членов Элитной гвардии для атаки на Дворец Короля душ.

## Боевые навыки
В отличие от проводников душ, в битве в первую очередь полагающихся на меч (дзампакто), квинси используют лук и стрелы. Они созданы из частиц духовной энергии, которую вытягивают из окружающего мира — в противоположность проводникам душ, которые используют собственную внутреннюю духовную энергию. Этот процесс упрощается в тех местах, где концентрация духовных частиц выше, — например, в Сообществе душ или Уэко Мундо. Согласно аниме, ранние квинси стреляли как из длинных луков, так и из арбалетов.
Лук квинси материализуется благодаря предмету под названием Крест квинси (яп. 滅却十字 мэккяку дзюдзи), который имеет различные формы, например, Урю использует кельтский крест, а его отец Рюукэн — пентаграмму. Также у луков Квинси есть имена. Имя лука Исиды Гинрей Кодзяку. Квинси могут создавать и выпускать стрелы в любом количестве, в зависимости от их личной выносливости и способности поглощать частицы энергии из внешнего мира. Они также используют разнообразные приспособления в бою, которые усиливают их владельцев или служат дополнительным оружием, например, серебряные пробирки (гинто), заполненные энергией. Сила квинси значительно возрастает благодаря особой перчатке Санрэй, которую можно надеть только после напряженной и длительной (недельной) тренировки.
Квинси очень отличны от проводников душ и по методам борьбы с пустыми, хотя и те, и другие преследуют благородные цели. Проводники душ отправляют очистившиеся души в Общество душ, и тем самым сохраняют баланс между мирами, а квинси полностью уничтожают пустых (и душу, которой он был когда-то). Таким образом, нарушается баланс, чаша весов склоняется на одну сторону, и оба мира оказываются в опасности. Эта опасность, а также гордость квинси и нежелание искать компромисс привела к войне между проводниками душ и квинси, которая закончилась победой проводников душ и гибелью многих квинси. Позднее квинси развили идею о том, что раз они уже находятся среди живых и их все ещё порядочное количество, то они могут служить в качестве «быстрого ответа» на атаки злых духов и защищать людей прежде, чем малочисленные проводники душ пошлют своего представителя и убьют пустого. Проводники душ, которые ещё находились под влиянием недавней войны, отказались участвовать. В частности, это послужило причиной сильной ненависти Урю к проводникам душ, так как его дедушка был убит группой пустых до прибытия проводников душ.
И, наконец, квинси отличаются внешним видом. «Рабочая одежда» проводников душ — традиционная чёрная хакама, а квинси носят белую облегающую тунику с высоким воротником, которая напоминает рясу католических священников. Поэтому квинси выглядят по-иностранному, в западном стиле, в отличие от проводников душ. Крест, как фирменный знак квинси, часто появляется на их одежде и любых предметах.

### Предметы
- Приманка для пустых — маленький, размером с монетку, диск. Если сломать его, то из Уэко Мундо начинают выходить пустые.
- Браслет квинси (яп. 装身具 sōshingu) упоминается в сюжетной арке с баунто. Он был создан, чтобы подражать природным силам квинси, вытягивая частицы духовной энергии из окружающего мира и формируя в руках человека металлический лук. Браслет — тонкое и деликатное приспособление, в конечном итоге он разваливается.[17]
- Крест квинси (яп. 滅却十字 мэккяку дзю:дзи) — стандартное снаряжение квинси. В аниме его название произносится по-английски: [куи́нси кросс], Quincy Cross. Крест, как фирменный знак квинси, часто появляется на их одежде и любых предметах.
- Перчатка Санрэй (яп. 散霊手套 санрэй сюто:) — могущественное приспособление, в несколько раз увеличивающее силы квинси. Чтобы безопасно пользоваться перчаткой, необходимо во время первой тренировки не снимать её целую неделю, при этом непрерывно стреляя из лука.
- Зеле Шнайдер (яп. 魂を切り裂くもの（ゼーレシュナイダー） дзэ:рэ сюнайда:), от нем. Seele Schneider («режущий души») — толстая стрела, по форме напоминающая меч. Частицы духовной энергии в неё вибрируют на огромной частоте, поэтому Зеле Шнайдер может разрезать практически любой предмет, как бензопила.
- Серебряные пробирки (яп. 銀筒 гинто:) — капсулы, наполненные жидкостью. В них хранится духовная энергия, благодаря которой квинси эффективно используют заклинания наподобие кидо́ (яп. 鬼道, «искусство демонов», букв. «путь демона») у проводников душ. Как и кидо, пробирки активируются после команд.
  - «Хайцен» (яп. 聖噬（ハイゼン） хайдзэн), от нем. Heizen («нагревать»)
  - «Гриц» (яп. 五架縛（グリッツ） гуритцу)
  - «Вольке» (яп. 緑杯（ヴォルコール） воруко:ру, досл. «зелёный кубок»), от нем. Wolke («облако»)
  - «Шпренгер» (яп. 破芒陣（シュプレンガー） сюпурэнга:), от нем. Sprenger («разбрызгиватель»)

### Боевые приёмы
- Хирэнкяку (яп. 飛廉脚, букв. «летящие божественные шаги») — аналог «мерцающих шагов» (яп. 瞬歩 сюмпо, shunpo) синигами или сонидо арранкаров. Позволяет моментально передвигаться на небольшие расстояния. Для этого нужно собрать некоторое количество частиц духовной энергии под стопой и скользить на них в нужном направлении. По словам Урю, быстрее «молниеносных шагов».
- Рансотэнгай (яп. 乱装天傀) — одна из сложнейших техник. Огромное количество нитей духовной энергии, которые переплетаются и скрепляют части тела, чтобы человек мог управлять своими конечностями наподобие марионетки. Эта техника была создана, чтобы старые воины могли продолжать сражаться с пустыми. Не страшны ни серьёзные увечья, ни паралич, ни перелом всех костей: человек продолжает двигаться, пока не умрет.[18] Маюри Куроцути, который провел опыты над огромным количеством квинси (2661 испытуемый), говорил, что никто не смог даже примерно показать Рансотэнгай.
- Лихт Реген (яп. 光の雨（リヒト・レーゲン） рихито рэ:гэн), от нем. Licht regen («Дождь света») — Урю подпрыгивает и высоко над головой противника выпускает 1200 стрел.
- Шпренгер (яп. シュプレンガー, нем. «взрыватель») — с помощью Зеле Шнайдер Исида делает пентаграмму в виде звезды затем из серебряной пробирки выливает конденсированные частицы и все внутри ограниченной зоны будет уничтожено сильнейшим взрывом.